# Cserhátsurány
Cserhátsurány é um município da Hungria, situado no condado de Nógrád. Tem 18,8 km² de área e sua população em 2015 foi estimada em 858 habitantes.